# Máthé Erzsi-díj
Máthé Erzsi-díj
A díjat a névadó – Máthé Erzsi – 2003-ban alapította. Minden évben a Budapesti Katona József Színház évadzáró-társulati ülésen adja át az előző évi díjazott a társulat szavazatai alapján.

## Díjazottak
- Nagy Ervin (2003)
- Kocsis Gergely (2004)
- Keresztes Tamás (2005)
- Hajduk Károly (2006)
- Jordán Adél (2007)
- Rezes Judit (2008)
- Dankó István (2009)
- Mészáros Béla (2010)
- Kovács Lehel (2011)
- Ötvös András (2012)
- Bezerédi Zoltán (2013)
- Pálmai Anna (2014)
- Pálos Hanna (2015)[1]
- Mészáros Blanka (2016)
- Rajkai Zoltán (2017)
- Ujlaki Dénes (2018)
- Vizi Dávid (2019)
- Bodnár Erika (2020)
- Bányai Kelemen Barna (2021)
- Tasnádi Bence (2022)
- Mentes Júlia (2023)
- Elek Ferenc (2024)
- Máté Gábor (2025)